# Tetroncium
Tetroncium, monotipski biljni rod iz porodice brulovki. Jedina je vrsta T. magellanicum koja raste na krajnjem jugu Južne Amerike na otocima Ognjena zemlja, Gough i na Malvinima.

## Vanjske poveznice
|  | Zajednički poslužitelj ima još gradiva o temi Tetroncium |
|  | Wikivrste imaju podatke o taksonu Tetroncium             |